# فرودگاه آبی کوشینگ لیک
فرودگاه آبی کوشینگ لیک (به انگلیسی: Cushing Lake Water Aerodrome) یک فرودگاه همگانی است که یک باند فرود آب دارد. این فرودگاه در کشور کانادا قرار دارد و در ارتفاع ۴۵۷ متری از سطح دریا واقع شده‌است.